# Antoni Càstor
Antoni Càstor (en llatí Antonius Castor) va ser un eminent botànic del segle i aC.
És mencionat nombroses vegades per Plini el Vell i gaudia de gran reputació. Tenia un jardí botànic propi, segurament el primer del que es té notícia. Segons el relat de Plini, Castor va viure més de cent anys, en perfecte estat de salut, tant de cos com de ment. Pel que Plini diu, sembla que va morir mentre en donava notícies a la seva obra Naturalis Historia. Alguns estudiosos han suggerit que la longevitat atribuïda als metges antics és només un recurs literari, i que Castor potser no hauria viscut tant com diu Plini.
Càstor és possiblement la mateixa persona que Galè anomena Antoni l'herbolari. És poc probable que sigui Antoni Musa, un famós metge romà del segle i.